# Intimní osvetlení
Intimní osvětlení ('Il·luminació íntima') és una subtil i melancòlica comèdia de 1965 dirigida per Ivan Passer. La pel·lícula és considerada com el treball més personal i reeixit del director txec, el qual va haver de fugir de Txecoslovàquia quan els aires polítics van canviar amb la fi de la Primavera de Praga. Intimní osvětlení va ser prohibida durant 20 anys. No hi ha constància que el film hagi estat doblat al català.

## Argument

Imatge de l'escena final del film

Petr i Stepa, la seva promesa, van a visitar Bambas, un amic d'infància de Petr que viu en un petit poble txec. El protagonista de l'encontre serà la música, ja que tant Petr com Bambas en són dos grans aficionats: Petr es guanya la vida com a músic professional a Praga mentre que Bambas és un amateur que toca en l'orquestra del poble. La vetllada transcorre d'una manera humil i simple en què Passer descriu la senzilla vida d'un petit poble txec. Alguns dels diversos episodis simpàtics són per exemple Petr aixecant un piló de rajols per tal d'impressionar Stepa; l'àpat dels dos invitats amb la família de Bambas o un grup de persones orinant juntament contra un mur.
En general, Passer es concentra a descriure l'amistat de Petr i Bambas com a tema principal de la pel·lícula. Els dos amics no s'han vist des de fa molts anys i amb el reencontre tenen l'oportunitat d'observar com han canviat les seves vides: mentre que Petr viu a Praga Bambas ha restat al poble amb els seus pares, s'ha casat i ha tingut tres fills. Els dos amics celebren la trobada i s'emborratxen recordant els vells temps. La pel·lícula de Passer és una reivindicació de la fraternitat i els plaers petits de la vida. No sembla haver-hi cap presència de crítica política o sàtira social. Això no obstant, precisament el fet mateix que el film no sigui una reivindicació del comunisme i els seus valors, absents al llarg de tota la història, devia constituir el motiu pel qual la pel·lícula va ser prohibida.
La pel·lícula acaba inesperadament amb un brindis de tots els amics alçant les copes, sense que l'alcohol acabi de baixar quan es disposen a beure's les copes buides. És un sorprenent i obert final carregat d'un fort simbolisme que pot donar peu a interpretacions molt diverses.

## Repartiment
- Zdenek Bezusek - Peter
- Karel Blazek - Bambas
- Miroslav Cvrk - Kaja
- Vera Kresadlová - Stepa
- Dagmar Redinová - Marie jove
- Jaroslava Stedra - Maruš
- Karel Uhlík - Farmacèutic
- Vlastimila Vlková - Àvia
- Jan Vostrcil - Avi

## Contextualització històrica
La pel·lícula va ser filmada gràcies al període de llibertat creativa aconseguit durant la breu època de liberalització de Dubcek que va acabar esclafada pels tancs soviètics que van ocupar Txecoslovàquia. Malgrat que el film de Passer és una senzilla comèdia desproveïda de cap càrrega ideològica, la pel·lícula va ser prohibida durant 20 anys i el director txec va abandonar el país; va continuar la seva carrera cinematogràfica als EUA.